# 4503 Cleobulus
4503 Cleobulus је Амор астероид са средњом удаљеношћу од Сунца која износи 2,702 астрономских јединица (АЈ).
Апсолутна магнитуда астероида је 15,6.